# Felix Baumann (Volleyballspieler)
Felix Baumann (* 7. März 2005 in Amsterdam) ist ein deutscher Volleyballspieler.

## Karriere
Der beim MTV Ludwigsburg vom Bezirkskadertrainer Thomas Hapke ausgebildete Außenangreifer wechselte im Sommer 2023 zu den Baden Volleys SSC Karlsruhe. Kurz danach ergab sich für ihn Gelegenheit zu einem Training beim italienischen Meister Trentino Volley. 2024 kehrte er zu seinem Ausbildungsverein in die 2. Bundesliga Süd zurück. Zur Saison 2024/25 wechselte Baumann zum belgischen Erstligisten Tectum Achel. Im März 2025 wurde eine Vertragsverlängerung bekannt gegeben.